# WinSCP
WinSCP是一款自由開源的SCP客戶端，運行於Windows系統下，遵照GPL發佈。WinSCP除了SCP，還支持SFTP、FTP、WebDAV、Amazon S3协议。
WinSCP的開發始於2000年4月，由原捷克布拉格经济大学IT部门的职工Martin Přikryl發展與維護，由于作者从学校离职，项目于2003年7月起托管至SourceForge网站。该项目基於PuTTY的對於SSH的實現，支援 SSH-1 與 SSH-2，WinSCP同時也支援SCP（安全复制）通訊協定，WinSCP具有FTP的檔案傳輸功能，又比FTP更加具有安全性。。

## 功能
- 圖形用戶界面
- 界面多語言，包括簡體、繁體中文
- 與Windows集成（拖拽、URL、快捷方式）
- 支持所有常用文件操作
- 支持基於SSH-1、SSH-2的SFTP和SCP協議
- 支持批處理腳本和命令行方式
- 多種半自動、自動的目錄同步方式
- 內置文本編輯器
- 支持SSH密碼、鍵盤交互、公鑰和Kerberos(GSS) 驗證
- 通過與Pageant(PuTTY Agent)集成支持各種類型公鑰驗證
- 提供Windows Explorer與Norton Commander兩種界面
- 可以存儲會話信息
- 可使用單獨的配置文件，以取代註冊表，適應於可移動介質

## 外部連結
- WinSCP首頁 （页面存档备份，存于）

- 簡體中文頁 （页面存档备份，存于）
- 繁體中文頁 （页面存档备份，存于）
- 免安裝版 （页面存档备份，存于）

- WinSCP@sourceforge （页面存档备份，存于）
- 使用WinSCP连接Linux教程 （页面存档备份，存于）

1. ↑  . winscp.net.   [2021-11-06]. （原始内容存档于2022-05-06）.
2. ↑  Martin, Prikryl. . Project History. 2021-07-12  [2021-11-06]. （原始内容存档于2022-05-10）.